# Kawasaki ZXR 400
La ZXR 400 è una motocicletta stradale prodotta dalla Kawasaki dal 1989 fino al 1999, almeno per il mercato europeo.
Ne esiste anche una versione di cilindrata maggiorata a 750 cm³, la ZXR 750 ed una di cilindrata minore, la Kawasaki ZXR 250.
Le prime versioni erano accompagnate dalla sigla "H", le successive dalla lettera "L"; tutte comunque disponevano di una carenatura protettiva.
La ZXR 400 monta un motore di 398cm³ quattro cilindri in linea, che eroga 60 cv, con distribuzione a 16 valvole con catena in bagno d'olio.
Pesa 165 kg.
Alimentazione a carburatori. La trasmissione primaria vede un cambio a sei marce e la finale a catena.
L'impostazione sportiva è data dalla posizione di guida caricata sull'avantreno e dalla strumentazione ridotta all'essenziale: contagiri, tachimetro, temperatura acqua, tutto analogico e completato solo da un gruppo di spie di funzionamento.

## Serie e telai
| Tipo     | Anni produzione | Numero telaio               |
| -------- | --------------- | --------------------------- |
| ZX400-H1 | 1989-1990       | ZX400H00...                 |
| ZX400-L1 | 1991            | ZX400L000001 - ZX400L009000 |
| ZX400-L2 | 1992            | ZX400L009001 - ZX400L020000 |
| ZX400-L3 | 1993            | ZX400L020001 - ZX400L040000 |
| ZX400-L4 | 1994            | ZX400L040001 - ZX400L045000 |
| ZX400-L5 | 1995-1996       | ZX400L045001 - ZX400L052000 |
| ZX400-L7 | 1997            | ZX400L052001 - ZX400L055000 |
| ZX400-L8 | 1998-1999       | ZX400L055001 - ...          |